# Calyptranthes concinna
A Araçarana (nome científico: Calyptranthes concinna) é uma árvore brasileira.